# Aleksandr Mogilny
Aleksandr Giennadjewicz Mogilny, ros. Александр Геннадьевич Могильный (ur. 18 lutego 1969 w Chabarowsku) – rosyjski hokeista, reprezentant ZSRR i Rosji. Działacz hokejowy.

## Kariera klubowa
- CSKA Moskwa (1986-1989)
- Buffalo Sabres (1989-1995)
  -  CSKA Moskwa (1994)
- Vancouver Canucks (1995-2000)
- New Jersey Devils (2000-2001)
- Toronto Maple Leafs (2001-2004)
- New Jersey Devils (2005-2006)
- Albany River Rats (2005-2006)

Wychowanek CSKA Moskwa. W sezonie NHL (1993/1994) był kapitanem drużyny (jako pierwszy Europejczyk pełniący tę funkcję w klubie NHL).
Uczestniczył w turniejach zimowych igrzysk olimpijskich 1988, mistrzostw świata 1989 oraz w turnieju Puchar Świata 1996.
W drafcie NHL z 1988 został wybrany przez Buffalo Sabres. Po turnieju MŚ 1989 odmówił powrotu do ZSRR i wyjechał do USA z zamiarem gry w NHL.
W latach 2008–2011 był konsultantem w klubie Amur Chabarowsk w swoim rodzinnym mieście. W 2013 został mianowany prezesem tworzonego klubu z Władywostoku, przyjętego do ligi KHL od sezonu 2013/2014 i nazwanego następnie Admirał Władywostok. Ponadto w ramach amatorskich rozgrywek hokejowych, powołanych przez prezydenta Władimira Putina i weteranów radzieckiego i rosyjskiego hokeja pod nazwą Nocna Hokejowa Liga działa w radzie dyrektorów jako kurator Konferencji Daleki Wschód. 28 maja 2015 został prezydentem klubu Amur Chabarowsk w swoim rodzinnym mieście.

## Sukcesy
Reprezentacyjne
- Srebrny medal mistrzostw świata Juniorów do lat 20: 1988 z ZSRR
- Złoty medal mistrzostw świata juniorów do lat 20: 1989 z ZSRR
- Złoty medal zimowych igrzysk olimpijskich: 1988 z ZSRR
- Złoty medal mistrzostw świata: 1989

Klubowe
- Złoty medal mistrzostw ZSRR: 1987, 1988, 1989 z CSKA
- Puchar ZSRR: 1988 z CSKA
- Puchar Europy: 1987, 1988, 1989 z CSKA
- Puchar Stanleya: 2000 z New Jersey Devils

Indywidualne
- Mistrzostwa Świata Juniorów do lat 20 w 1988:
  - Pierwsze miejsce w klasyfikacji strzelców turnieju: 9 goli
  - Pierwsze miejsce w klasyfikacji asystentów turnieju: 9 asyst
  - Pierwsze miejsce w klasyfikacji kanadyjskiej turnieju: 18 punktów
  - Najlepszy napastnik turnieju
  - Skład gwiazd turnieju
- NHL (1991/1992):
  - NHL All-Star Game
- NHL (1992/1993):
  - Pierwsze miejsce w klasyfikacji strzelców w sezonie zasadniczym: 76 goli (ex aequo z Teemu Selänne)
  - NHL All-Star Game
  - Pierwsze miejsce w klasyfikacji strzelców zwycięskic goli meczowych: 11 goli
- NHL (1993/1994):
  - NHL All-Star Game
- NHL (1995/1996):
  - NHL All-Star Game
- NHL (2000/2001):
  - NHL All-Star Game
- NHL (2002/2003):
  - Lady Byng Memorial Trophy

Wyróżnienia
- Zasłużony Mistrz Sportu ZSRR w hokeju na lodzie: 1988
- Triple Gold Club: 2000
- Galeria Sław Buffalo Sabres: 2011
- Rosyjska Galeria Hokejowej Sławy: 2014